# トム・ロルフ
トム・ロルフ（Tom Rolf、1931年12月31日 - 2014年7月14日）は、スウェーデンの編集技師。アメリカ映画編集者協会（A.C.E.）会員。スウェーデンストックホルム出身。
1983年の『ライトスタッフ』でアカデミー編集賞を受賞。

## 主な編集作品
- 地下組織 Underground (1970)
- マッケンジー脱出作戦 The McKenzie Break (1970)
- さらば荒野 The Hunting Party (1971)
- ロリ・マドンナ戦争 Lolly-Madonna XXX (1973)
- キャット・ダンシング The Man Who Loved Cat Dancing (1973)
- サファリの英雄（英語版） Visit to a Chief's Son (1974)
- ザ・トライアル・オブ・ビリー・ジャック The Trial of Billy Jack (1974)
- フレンチ・コネクション2 French Connection II (1975)
- ラッキー・レディ Lucky Lady (1975) - クレジットなし
- タクシードライバー Taxi Driver (1976)
- ブラック・サンデー Black Sunday (1977)
- ハードコアの夜 Hardcore (1979)
- プロフェシー/恐怖の予言 Prophecy (1979)
- 天国の門 Heaven's Gate (1980)
- ゴースト・ストーリー Ghost Story (1981)
- ウォー・ゲーム WarGames (1983)
- ライトスタッフ The Right Stuff (1983)
- ナインハーフ Nine 1/2 Weeks (1986)
- クイックシルバー（英語版） Quicksilver (1986)
- 張り込み Stakeout (1987)
- ブラック・レイン Black Rain (1989)
- ジェイコブス・ラダー Jacob's Ladder (1990)
- スニーカーズ Sneakers (1992)
- 心のままに Mr. Jones (1993)
- ペリカン文書 The Pelican Brief (1993)
- デンジャラス・マインド/卒業の日まで Dangerous Minds (1995)
- ヒート Heat (1995)
- デビル The Devil's Own (1997)
- モンタナの風に抱かれて The Horse Whisperer (1998)
- ウインドトーカーズ Windtalkers (2002)
- リベリオン Equilibrium (2002)

## 受賞歴
受賞
- 1984年 第56回アカデミー賞：編集賞『ライトスタッフ』
- 1984年 アメリカ映画編集者協会 エディー賞：長編映画編集賞『ウォー・ゲーム』
- 2003年 アメリカ映画編集者協会 生涯功労賞

ノミネート
- 1977年 英国アカデミー賞：編集賞『タクシードライバー』
- 1984年 アメリカ映画編集者協会 エディー賞：長編映画編集賞『ライトスタッフ』